# Cacabelos
Cacabelos ist ein Ort am Jakobsweg in der Autonomen Region Kastilien-León. Administrativ zugehörig sind die Orte Quilós, Pieros, Arborbuena, Villabuena, San Clemente (Bierzo).

## Geschichte

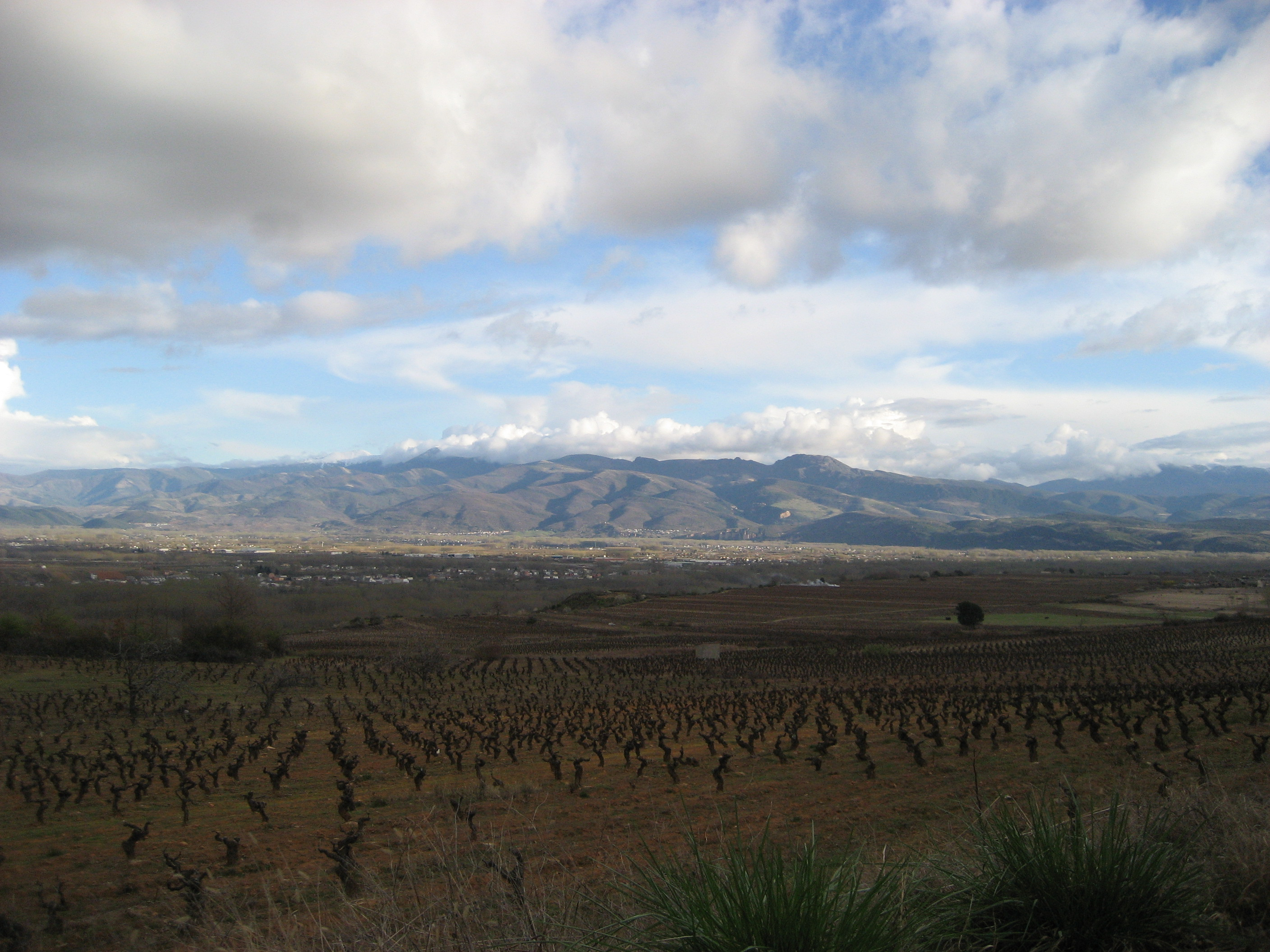
Weinberge und Landschaft des Bierzos nahe Cacabelos

Die ältesten Belege für menschliche Anwesenheit in Cacabelos datieren auf das Paläolithikum, das zeigen archäologische Funde in den Terrassen des Río Cúa. Die nächsten Zeugnisse (Objekte aus Metall, Keramik) stammen erst aus Bronze- und Eisenzeit und verweisen auf die Castrokultur, hier vertreten durch Castros in Vizcaíno und Ventosa de la Cuesta.
Die antiken Autoren Florus und Orosius berichten über den Krieg gegen die Asturer in den Jahren 25 bis 19 v. Chr. Er endete mit der Einnahme der Stadt Bergida. Der Prozess der Romanisierung wird durch das Entstehen der römischen Siedlung Bergidum Flavium widergespiegelt. Die Stadt wird von Ptolemäus und im Itinerarium Antonini erwähnt und soll sich auf der Höhe des jetzigen Friedhofs befunden haben. Von hier aus verwalteten und kontrollierten die Römer die Ausbeutung der zahlreichen bercianischen Goldvorkommen, eines davon auf dem Gemeindegebiet am See von Villabuena.
Im 5. Jahrhundert ließen sich die Sueben im Nordwesten nieder, im folgenden Jahrhundert wurde die Region von den Westgoten annektiert. Der suebische Priester beschreibt Bergido als zur Dioszöse Astorga gehörig, die Münzen des Westgotenkönigs Sisebuts wurden in Bergido geprägt und schließlich berichtet auch der bercianischen Einsiedler Valerius in seiner Autobiographie von einer westgotischen Siedlung auf dem Gemeindegebiets Cacabelos. Bergido verschwand nach der maurischen Invasion im 7. Jahrhundert zunächst nicht, sondern lebte als Ventosa fort. Später verfiel es jedoch und wurde schließlich verlassen.
Cacabelos wird erstmals im 10. Jahrhundert in einer Schenkungsurkunde König Vermudos II. zugunsten des Klosters Carracedo erwähnt. 1108 ließ der Erzbischof von Santiago de Compostela, Diego Gelmírez, den Ort wieder aufbauen und die Kirche Santa María errichten, von der noch die Apsis steht. Die Bautätigkeit provozierte eine hitzige Auseinandersetzung mit dem Bischof von Astorga, in dessen Diözese der Ort lag. Der Streit endete 1138 mit der Schenkung Cacabelos' an Gelmirez, was dem Ort eine Sonderstellung einbrachte. Der Ort unterlag nicht nur erzbischöflichen Rechtsprechung, sondern gehörte auch bis 1890 als einziger weit und breit zu einer weit entfernten Diözese. Im 11. Jahrhundert wurden auch Villabuena mit einem königlichen Palast erwähnt und Pieros, dessen Kirche 1086 Bischof Osmundo weihte.
Cacabelo, an einer Brücke am Jakobsweg gelegen, wuchs im Mittelalter – nach seinen Kirchen zu urteilen – ununterbrochen: Santa María de la Plaza, Santa María de la Edrada und Santa María "circa pontem". Darüber hinaus gab es fünf Pilgerhospize: San Lázaro, Santiago, Santa Catalina, Alfonso Cabirto, Inés Domínguez. Der Ort prosperierte aufgrund erfolgreicher Landwirtschaft, dem Beherbungsgeschäft mit den Pilgern und des Zuzugs fränkischer Pilger. Indiz einer florierenden Handelstätigkeit war – wie für Cababelos belegt – eine jüdische Gemeinschaft vor Ort.
1291 gestand Sancho IV. Cababelos eine fünfzehntägige Messe (Feria) abzuhalten zu, die traditionell im Mai abgehalten wurde und wird. Später hielt man weitere Ferias zu San Miguel und San Bartolomé ab. In Villabuena wurde im 13. Jahrhundert das zisterziensische Wilhelmskloster (Monasterio de San Guillermo) gebaut, zum Herrschaftsbereich des Frauenklosters gehörten Quilós und Arborbuena, die in diesem Jahrhundert erstmals erwähnt wurden.
Mit Beginn der Neuzeit wurde Cacabelos in die Markgrafschaft (Marquesado de) Villafranca eingegliedert. Dies geschah durch Beerben des Conde de Lemos, dem Erzbischof Rodrigo de Luna den Ort 1458 geschenkt hatte. Per Verkauf durch die Äbtissin von San Guillermo kamen auch die Orte Quilós, Arborbuena und Villabuena zum Marquesado. Kurz darauf verlor auch San Guillermo seine Eigenständigkeit und wurde dem Kloster San Miguel de las Dueñas unterstellt. Zu dieser Zeit war Cacabelos ein Ort von einigen tausend Einwohnern mit mehreren Kirchen, Quilós, Pieros oder Villabuena waren kleine Weiler, die gemeinsam selten die Zahl von 100 Einwohnern überschritten.
Das 19. Jahrhundert begann mit dem Spanischen Unabhängigkeitskrieg Anfang Januar 1809 kreuzten Engländer und Franzosen bei Cacabelos die Waffen, in der Schlacht stirbt der napoleonische General Auguste François-Marie de Colbert-Chabanais. Mit dem Wegfall grundherrschaftlicher Rechtsprechung wird Cacabelos Municipio, das Quilós, Arborbuena und Pieros mitverwaltet. Die Gemeindefläche beträgt 19,5 km², 1857 werden 2.214 Einwohner gezählt, 1.410 davon in Cacabelos selbst. Landwirtschaft, insbesondere Weinanbau, Messen und Handelsaktivitäten machen den Ort zu einer der dynamischsten Ansiedlungen der Gegend.
Eine Reblausplage vernichtete den größten Teil der Weinanbauflächen und brachte neben einer starken Rezession auch einen Rückgang der Bevölkerungszahl mit sich (1900: 2.180 Ew.). Erst im 20. Jahrhundert gewann man die verlorenen Flächen mit Hilfe amerikanischer Reben zurück, wichtige Keltereien und eine Weinkooperative konnten sich etablieren. Im Rhythmus der wirtschaftlichen Erholung wuchs die Bevölkerung und verbesserte sich die Infrastruktur: Parks und Plätze wurden gestaltet, die öffentliche Schule und das Gymnasium, Gesundheitszentrum, Seniorenheim, Sporthalle und Schwimmbad werden eröffnet. In den 1990er Jahren wurde um die Kirche herum eine Pilgerherberge angelegt.

## Wirtschaft
Cacabelos ist mit seinen zahlreichen Weinkelltereien ein Zentrum der Denominación de Origen Bierzo.

## Sehenswertes
- Sankt-Rochus-Kapelle (Ermita San Roque), Plaza San Lazaro, mit einer Statue des Heiligen als Pilger
- Kirche Nuestra Señora de la Quinta Angustia, 18. Jh., mit einem Retabel, das den heiligen Antonius beim Kartenspiel mit dem Jesuskind zeigt
- Archäologisches Museum mit keltischen und römischen Ausstellungsstücken.

## Fiestas
- Nuestra Señora de la Quinta Angustia (Patronatsfest), zu Ostern
- Sankt Isidor
- Sankt Rochus
- Weinfest